# 超變身巫女祈鬥士
《超變身巫女祈鬥士》（日语：超変身コス∞プレイヤー）是日本在2004年1月12日至3月1日播放的原創電視動畫。m.o.e.在官方網站將《超變身巫女祈鬥士》、《超變身角色扮演前傳》（ヒットをねらえ!）、《LOVE♥LOVE?》合稱變身3部作（変身3部作）並在獨立UHF放送局的動畫節目時段《A15》依序撥放這3部作品和《極限女孩》（UG☆アルティメットガール），在重播時則改名為《R15》的30分鐘動畫時段。A15的命名由來是播放15分鐘、推薦15歲以上觀眾收視（15禁動畫）。

## 故事
所謂的cosplayer就是cosmopolitan players的略稱，是指所屬於ISO（國際魔法師聯盟）的魔法師。在她們中間有能用巫力變神的專家 這些專家被稱為祈鬥師。感到被封印在出雲的邪神發出的複活的波動之後，cosplayer與她們的頭領神官克魯斯在日本集結。

## 角色
八神菜摘（CV：松来未祐）
飾演星野古都和紅色祈鬥師ミコレイヤー，堀興學園高中部3年級學生，同時是LOVE♥LOVE?的主要角色之一。
桂木洋子（CV：小林沙苗）
飾演スカーレット・チャーチ和藍色祈鬥師シスタレイヤー，來自英國的堀興學園高中部3年級學生，同時是LOVE♥LOVE?的主要角色之一。
城崎光 （城ヶ崎ヒカル，CV：大原沙耶香）
飾演プリシラリヤ・シャマラン和黃色祈鬥師サリーレイヤー，來自印度的堀興學園國中部3年級學生，同時是LOVE♥LOVE?的主要角色之一。
今村明 （今村さやか，CV：吉田真弓）
飾演レミューリア・シャリア和紫色祈鬥師ラビアンレイヤー，來自埃及的堀興學園國中部3年級學生，同時是LOVE♥LOVE?的主要角色之一。
早坂美久（早坂みく，（CV：浅井清己）
飾演イコ・スー和綠色祈鬥師ディアンレイヤー，來自美國的堀興學園國小部6年級學生，同時是LOVE♥LOVE?的主要角色之一。
湖島美和（CV：金田朋子）
飾演イン和レイゲンレイヤー，同時也有在LOVE♥LOVE?中登場的角色之一。
兒島美保（児島美保　CV：金田朋子）
飾演ヨウ和レイゲンレイヤー，同時也有在LOVE♥LOVE?中登場的角色之一。
片桐恭平（CV：櫻井孝宏）
飾演クルス・プリースト和黒祈士。

## 主題歌
- OP「超変身! コス∞プレイヤー」

作詞：荒川稔久　作曲/編曲：佐橋俊彦　歌：colors
- ED「未来への約束」

作詞：わたなべもも　作曲：青野ゆかり　編曲：有坂光弘　歌：亞波根綾乃
- 挿入歌「祈りの歌」

歌：rainbow colors

## 各話列表
| 話數  | 標題 | 劇本     | 分鏡           | 演出     | 作畫監督          |
| ----- | --- | -------- | -------------- | -------- | ----------------- |
| TV#1  | ∞1 RED IMPACT＜赤の衝撃＞ | 荒川稔久 | 高橋丈夫       | 宍戸淳   | 菊池愛            |
| TV#1  | ∞2 REBIRTH OF THE DARK＜黒の復活＞ | 荒川稔久 | 高橋丈夫       | 郷敏治   | 菊池愛            |
| TV#2  | ∞3 PURPLE BEAM＜紫の光弾＞ | 荒川稔久 | 宍戸淳         | 宍戸淳   | 杉藤さゆり        |
| TV#2  | ∞4 THE CLEAR-HEADED GREEN＜緑の頭脳＞ | 荒川稔久 | 迫井政行       | 迫井政行 | 大島美和          |
| TV#3  | ∞7 YELLOW'S EXPLOSION＜黄の爆発＞ | 荒川稔久 | 迫井政行       | 清水一伸 | 菊池愛            |
| TV#3  | ∞8 PALE BLUE TEARDROP＜水色の涙＞ | 荒川稔久 | 郷敏治         | 郷敏治   | 菊池愛            |
| TV#4  | ∞11 YELLOW'S CRISIS＜黄の危機＞ | 荒川稔久 | 佐藤雄三       | 迫井政行 | 野口孝行          |
| TV#4  | ∞12 FIVE COLORS AGAIN＜五色再び＞ | 荒川稔久 | 佐藤雄三       | 迫井政行 | 野口孝行          |
| TV#5  | ∞15 DARK SENSATION＜漆黒の衝撃＞ | 村山桂   | 郷敏治         | 郷敏治   | 原将治            |
| TV#5  | ∞16 GRAYISH TRUTH＜灰色の真実＞ | 村山桂   | 宍戸淳         | 郷敏治   | 原将治            |
| TV#6  | ∞17 BEHIND THE CRIMSON SOLITUDE＜真紅の孤独＞                                                                                            | 村山桂   | 竹本玉三       | 横山廣實 | 菊池愛            |
| TV#6  | ∞18 MYSTIC TREMBLE IN SILVER＜白銀の蠢動＞                                                                                               | 村山桂   | 竹本玉三       | 佐藤光敏 | 朴相辰            |
| TV#7  | ∞19 PALE LIGHT OF DECISION＜蒼白の決断＞                                                                                                 | 村山桂   | 吉川博明       | 迫井政行 | 野口孝行          |
| TV#7  | ∞20 BROWN FIELD OF BATTLE＜褐色の戦場＞                                                                                                  | 村山桂   | 吉川博明       | 迫井政行 | 野口孝行          |
| TV#8  | ∞21 FLAMING WILL＜紅蓮の遺言＞ | 村山桂   | 高橋丈夫       | 宍戸淳   | 石橋有希子        |
| TV#8  | ∞22 VIRGINS IN SHINING WHITE＜白衣の乙女＞                                                                                               | 村山桂   | 高橋丈夫       | 宍戸淳   | 石橋有希子        |
| DVD#1 | ∞5 DEFEAT OF RED＜赤い敗北＞ | 荒川稔久 | 高橋丈夫       | 清水一伸 | 原将治            |
| DVD#1 | ∞6 THE HOT SPRING IN PARADISE＜桃の秘湯（初号版）＞                                                                                      | 荒川稔久 | 高橋丈夫       | 迫井政行 |                   |
| DVD#2 | ∞9 HORRIBLE GREEN＜緑の旋律＞ | 伊坂秀喜 | 森田浩光       | 宍戸淳   | 山口真未          |
| DVD#2 | ∞10 VIOLET HAS SLEPT＜紫は眠る＞ | 伊坂秀喜 | 森田浩光       | 宍戸淳   | 原将治            |
| DVD#3 | ∞13 MOVIE TRAP＜銀幕の罠＞ | 伊坂秀喜 | 高橋丈夫       | 横山廣實 | 石橋有希子        |
| DVD#3 | ∞14 DREAM CARNIVAL＜夢色の祭（初号版）＞                                                                                                 | 伊坂秀喜 | 高橋丈夫       | 佐藤光敏 | 石橋有希子        |
| DVD#4 | THE COSMOPOLITAN PRAYERS THE MOVIE ＜劇場版「超変身コス∞プレイヤーVS暗黒宇宙将軍予告編」 劇場版「超変身コス∞プレイヤーVS暗黒宇宙将軍」＞ | 伊坂秀喜 | 田村しゅうへい | 夕澄慶英 | 石橋有希子 尹善奎 |

## 工作人員
- 企畫/原作：m.o.e.、IMAGIN、スタジオライブ[2]
- 原案：久米憲司、荒川稔久、大島美和、松村やすひろ
- 導演：高橋丈夫
- 系列構成：荒川稔久
- 人物設定/總作畫監督：大島美和
- 美術監督：宮前光春
- 美術設計：中村光毅
- 色彩設計：中村近世
- 攝影監督：天花寺伸宏
- 編集：田熊純
- 音樂：佐橋俊彦
- 音樂製作：サイトロン、デジタルコンテンツ
- 音樂監督：澁谷知子・小川敬一
- 音響監督：高桑一
- 音響製作：神南スタジオ
- 動畫製作：IMAGIN、スタジオライブ
- 製作：m.o.e.

## 外部連結
- .   [2015-10-16]. （原始内容存档于2011-08-08）.（日語）